# Okužba
Okužba ali infekcija je naselitev mikrobov v gostiteljevem organizmu z namenom izrabljanja gostiteljevih bioloških procesov za lastno razmnoževanje. Mikroorganizem, ki lahko po vdoru v telo povzroči bolezen, se imenuje patogen. Gostiteljev odziv na patogen mikroorganizem se kaže kot vnetje. 
V širšem pomenu okužba ne pomeni le naselitev mikroorganizmov v telesu, pač pa tudi drugih organizmov: helmintov, gliv ... Odnos, pri katerem ima gost korist, gostitelj pa škodo, imenujemo zajedavstvo (parazitizem).